# Arakne Mediterranea
Gli Arakne Mediterranea sono un gruppo musicale originario del Salento, di pizzica, tarantella, e in generale musica popolare, impegnato nella riscoperta e diffusione delle tradizioni, delle danze, dei canti, degli usi e costumi delle varie espressioni popolari salentine, come ad esempio la lingua grica.

## Il gruppo
La compagnia Arakne Mediterranea nasce nel 1993 a Martignano, piccolo comune della Grecìa Salentina, da un'idea di Giorgio Di Lecce e Imma Giannuzzi.
Il gruppo deve il suo nome ad una giovane principessa greca - Aracne appunto - che fu trasformata dalla dea Atena in ragno (secondo il mito descritto da Ovidio nella Metamorfosi). Il ragno, o meglio la taranta, è oggi il simbolo per eccelleza della pizzica salentina.

## Formazione
- Giorgio Di Lecce: voce, organetto, tamburello
- Imma Giannuzzi: voce, danza
- Grazia Paiano: voce, nacchere
- Francesca Della Monaca: voce
- Maria Negro: danza, clave
- Gianluca Milanese: flauto, ottavino, ciaramella
- Francesco Del Prete: violino, cabasa
- Pierangelo Colucci: percussioni
- Roberto Chiga: tamburello
- Giovanni Colucci: chitarra battente, mandolino
- Francesco Frascella: tamburello
- Elio Giordano: chitarra basso

## Discografia
- 1998 Attarantati ieri - Edizione Al Sur
- 1998 Attarantati oggi - Edizione Al Sur
- 2000 Tretarante - Edizione Arakne
- 2001 Tretarante 2 - Edizione Arakne (distr. La Gazzetta del Mezzogiorno)
- 2001 Danzimania - Edizione Arakne (distr. La Gazzetta del Mezzogiorno)
- 2002 Apulia Penisola Danzante - Edizione Arakne (distr. La Gazzetta del Mezzogiorno)
- 2006 Gramma - Edizione Arakne (distr. Word Music Magazine)

## Principali concerti e collaborazioni
Tra i concerti e manifestazioni più importanti del gruppo si ricordano:
- anno 1993
  - Festival dei Caraibi - Santiago - Cuba
- anno 1994
  - Festival di Babilonia - Baghdad - Iraq
- anno 1995
  - Festival Musicale del Mediterraneo - Genova
- anno 1996
  - Festival della Calanda - Brașov - Romania
  - Festival di Atene, Salonicco e Creta - Grecia
- anno 1997
  - Festival delle Televisioni - Pechino - Cina
  - Festival di Voci - Perpignan - Francia
- anno 1998
  - Festival della Danza - Nizza - Francia
  - Festival di Berlino - Berlino - Germania
  - Incontro dei Ministri della Cultura Europei - Rodi - Grecia
- anno 1999
  - Festa Italiana della Tarantella - Tokio, Osaka - Giappone
  - Festival del Canto - Guascogna - Francia
  - Festival di Musiche del Sud - Parigi - Francia
  - Salone della Musica WOMEX - Berlino - Germania
- anno 2000
  - Festival di Terra d'Otranto - Lecce - Italia
  - Festival Internazionale di Atene - Grecia
  - Festival La Notte della Taranta - Grecìa Salentina, Lecce - Italia
  - Festival new Age - Trieste - Italia
  - Festival Sconfini - C.N.I, Roma - Italia
  - Festival T.N.R. - Lubiana - Slovenia
  - collaborazione con Cristina Comencini per il film  Liberate i pesci!
- anno 2001
  - Festival I Suoni della Terra - Palermo - Italia
  - Festival Neotarantismo - DFV, Roma - Italia
  - Workshop Italia - Grecia - Università di Lecce - Italia
- anno 2002
  - Festival delle Isole - Djerba - Tunisia
  - Workshop Ateneo in Musica - Università di Bari - Italia
  - Vince il premio Qualità Radio Corriere TV alla 6ª edizione del Festival Nazionale della canzone dialettale nel Comune di Ospedaletti
- anno 2003
  - Festival di Musica Sacra - Grecia
  - Festival Ethnos - Ville Vesuviane
  - Effettua delle riprese per Rai International
  - Partecipa al programma Terra da Musica trasmesso su Rai 2
- anno 2004
  - Festival dei Suoni - Tuscanica
  - Effettua delle riprese per Rai International
  - Partecipa al programma La domenica del villaggio, su Rete 4
  - Partecipa alla trasmissione AIA- Suoni e danza del Mediterraneo, su Telenorba
  - Partecipa alla trasmissione I Raccomandati, con Albano Carrisi, in diretta su Rai Uno
- anno 2005
  - Festival Canta ri Cunta - Rosolini, Siracusa - Italia
  - Festival del Mediterraneo - Genova - Italia
  - Festival La Notte della Taranta - Soleto, Grecìa Salentina, Lecce - Italia
  - Partecipa al Lecce Art Festival su Rai Uno
  - Partecipa alla 2ª edizione della trasmissione AIA - Suoni e danze del Mediterraneo, su Telenorba
  - Partecipa alla trasmissione In Famiglia trasmessa su TeleRama
  - Partecipa alla trasmissione Salento D'Amare trasmessa su Tele Rama
- anno 2006
  - Festival Anlass Auftritthort - Colonia - Germania
  - Festival Etnica - MontePorzioCatone, Roma - Italia
  - Festival In Porto - Giovinazzo, Bari - Italia
  - Festival le Vie della Musica - Monza - Italia
  - Festival Med Fest - Buccheri, Siracusa - Italia
  - Festival Notturni in Villa - Milano - Italia
  - Festival Strade Aperte alla Civiltà - Egio, Atene - Grecia
  - Ospiti a Domenica In su Rai Uno
  - Ospiti a Paperissima, su Canale 5
  - Premio alla carriera a Giorgio Di Lecce a Sanremo
- anno 2007
  - Partecipa alla trasmissione "Sereno Variabile", su Rai 2